# 波特蘭鎮區 (愛荷華州塞羅戈多縣)
波特蘭鎮區（英語：Portland Township）是位於美國愛荷華州塞羅戈多縣的一個行政鎮區。

## 地方資料
根據2010年美國人口普查的數據，波特蘭鎮區的面積為83.96平方千米，當中陸地面積為83.89平方千米，而水域面積為0.07平方千米。當地共有人口331人，而人口密度為每平方千米3.94人。